# Вестфальский франк
Вестфа́льский франк (нем. Westphalischer Franken) — валюта королевства Вестфалии между 1808 и 1813 годами. Находился в обороте вместе с вестфальским талером, был равен французскому франку и состоял из 100 сантимов.
Королевство Вестфалия было создано в 1807 году, по условиям Тильзитского мира в его состав вошли земли, принадлежавшие ранее Пруссии, Ганноверу, Гессен-Касселю и некоторым другим германским государствам. Титул короля вновь образованного государства получил младший брат Наполеона I — Жером Бонапарт.
В Вестфалии была сохранена действовавшая ранее на вошедших в ей состав землях монетная система, основанная на талере, и уже в 1807 году была выпущена первая монета королевства в 1⁄24 талера, а в 1808 году начата чеканка монет и других номиналов — в пфеннигах, мариенгрошах и талерах.
В 1808 году был введён вестфальский франк, равный французскому франку и находившийся в обращении вместе с вестфальским талером.
Чеканились медные монеты:
- 1 сантим: 1809, 1812,
- 2 сантима: 1808—1810, 1812,
- 3 сантима: 1808—1810, 1812,
- 5 сантимов: 1808, 1809, 1812;

серебряные монеты:
- 10 сантимов: 1808—1810, 1812,
- 20 сантимов: 1808, 1810, 1812,
- 1/2 франка: 1808,
- 1 франк: 1808,
- 2 франка: 1808,
- 5 франков: 1808, 1809;

золотые монеты:
- 5 франков: 1813,
- 10 франков: 1813,
- 20 франков: 1808, 1809, 1811, 1813,
- 40 франков: 1813.

Монеты чеканились монетными дворами, находившимися в Брауншвейге, Касселе и Клаустале.
В 1813 году после битвы под Лейпцигом королевство прекратило своё существование. В том же году прекращена и чеканка вестфальских монет — как в талерах, так и в франках.